# Bombový útok na hotel Krále Davida
Bombový útok na hotel Krále Davida, který se uskutečnil 22. července 1946, byl teroristickým útokem provedeným militantní revizionisticko-sionistickou skupinou Irgun na hotel Krále Davida v západním Jeruzalémě, v němž sídlily orgány britské mandátní správy v Palestině. Útok byl namířen na křídlo, ve kterém sídlilo kromě vládních kanceláří i CID (Criminal Investigation Division) a vojenské velitelství, jako odvetu za „Černý Šabat“ a následné protižidovské zátahy z 29. 6. 1946.

## Provedení útoku

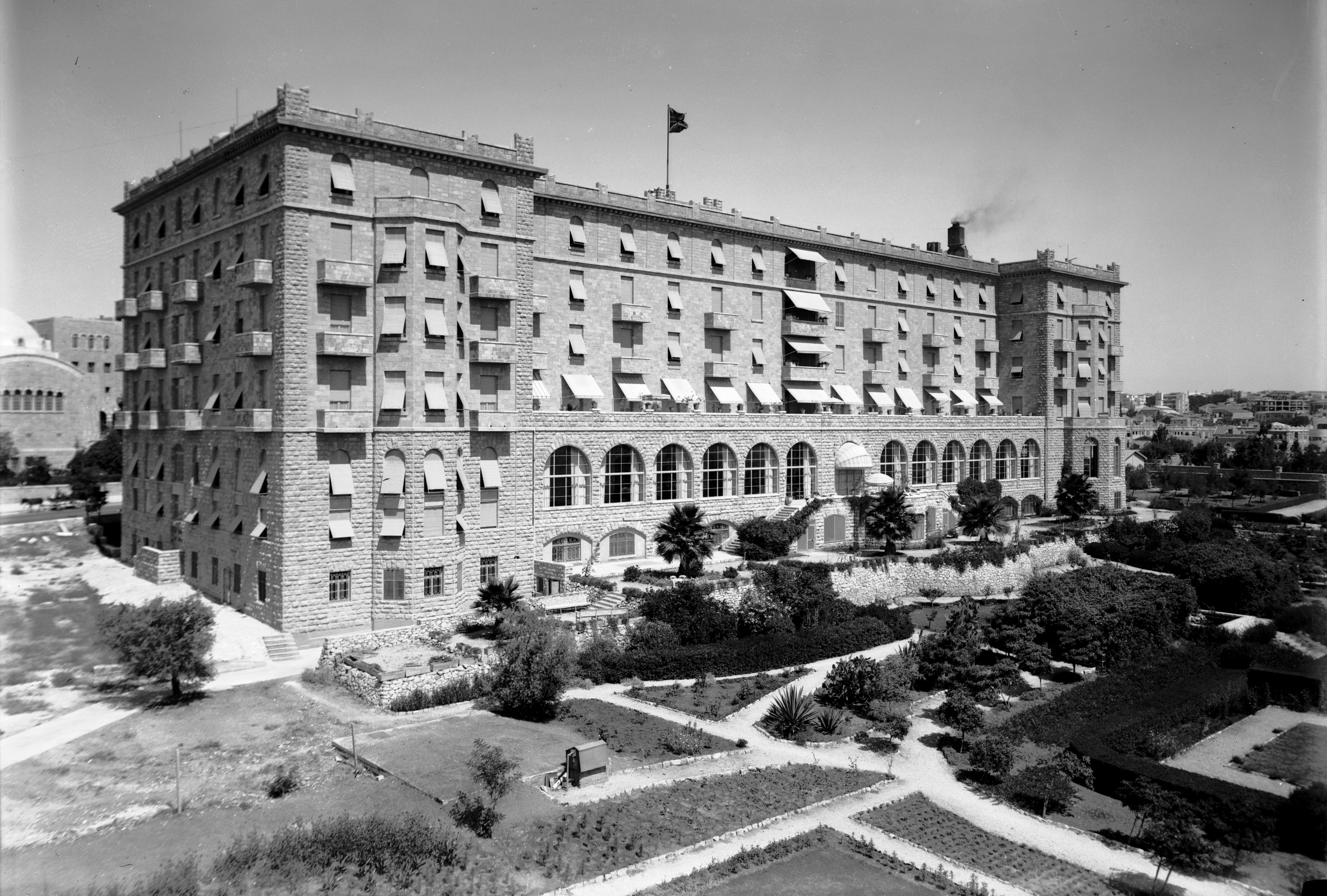
Hotel Krále Davida před útokem (1934-1939)

Útok nařídil velitel Irgunu Menachem Begin, pozdější premiér Izraele (1977–1983). Čas byl stanoven na 11:00. Členové Irgunu Josef Avni a Jisra'el Levi podminovali hotel pomocí dynamitu umístěného ve velkých konvích na mléko. Tyto konve se jim podařilo pronést v přestrojení za Araby a číšníky do spodních pater budov, do kuchyně. Když odcházeli, byli odhaleni, ale podařilo se jim prostřílet ven a utéct. Konví si nikdo nevšímal. Podle Beginova líčení byl CID varován telefonicky, ale podle Britů žádné varování nedostal. Některé vnitřní informace od britské policie, které během sedmdesátých let prosákly na veřejnost, údajně potvrdily, že Britové skutečně varováni byli. [zdroj?]
25 minut po údajném telefonickém varovaní došlo k explozi, která celé křídlo rozmetala a zabila 91 lidí (28 Britů, 41 Arabů, 17 Židů a 5 příslušníků dalších národností) a 45 bylo zraněno. Některé zdroje uvádějí 92 zabitých.

## Následky útoku
Ve dnech následujících ihned po útoku bylo CID prošetřováno několik tisíc lidí, byla zadržena řada nelegálních přistěhovalců, včetně uprchlíků před nacismem, kteří byli i s rodinami a dětmi internováni ve sběrných táborech na Kypru.
Útok je považován ze jeden z momentů, po kterém se Britové rozhodli složit svou správu nad mandátem Palestina a předat záležitost OSN.

## Kontroverze u příležitosti 60. výročí atentátu
Připomenutí 60. výročí teroristického útoku za účasti oficiálních izraelských politiků (např. Benjamin Netanjahu) vyvolalo ostrou diplomatickou reakci Velké Británie.